# 小泉修吉
小泉 修吉（こいずみ しゅうきち、1933年6月7日 - 2014年11月12日）は、ドキュメンタリー映画監督、プロデューサー。

## 人物
ドキュメンタリー映像制作会社「グループ現代」元・代表取締役会長。神奈川県横浜市生まれ。
「民族文化映像研究所」取締役事務局長。「環境テレビトラスト日本委員会（TVEジャパン）」委員長。
父は、映画監督・記録映画作家の上村修吉。義妹は、滋賀県環境生活協同組合理事長、NPO法人「菜の花プロジェクトネットワーク」代表の藤井絢子（ふじい あやこ）。

## 略歴
早稲田大学文学部ロシア文学科卒業。上野耕三の「記録映画社」を経て、フリーのドキュメンタリー映画ディレクターとなる。
レイチェル・カーソンの『沈黙の春』 に啓発され、1967年、農村医学の先駆者である、長野県の佐久総合病院の若月俊一院長の協カを得て、自主制作映画『農薬禍』を制作・演出。同年に、記録映画の制作会社「グループ現代」を設立する。
また、1968年から1970年には姫田忠義の監督作品「山に生きるまつり」の取材に同行し、製作を担当。1976年に姫田が設立した「民族文化映像研究所」に参加し、多くの姫田監督作品のプロデュースを行う。
一方、「グループ現代」でも、農業・環境・教育をテーマに数々の自主作品を制作し続けている。
2001年には、「ベトナム映画上映実行委員会」代表として、3本のベトナム映画を上映した。
2014年11月12日、癌のため長野県佐久市の佐久総合病院で死去。81歳没。

## 主な作品
- 農薬禍 1967年 - 監督、製作
- ある村の健康管理 1969年 - 監督、製作
  - 教育映画祭最高賞
- 農薬の慢性中毒実験 1970年 - 監督、製作
  - 教育映画祭最高賞
- 山に生きるまつり 1970年 - 製作（姫田忠義監督。他に多数の作品の、製作を担当）
- 記録・授業－人間について1部2部 1977年 - 製作（四宮鉄男監督。林竹二の授業記録）
- 記録・授業「開国」 1978年 - 企画、構成（林竹二の授業記録）
- 老いる－5人の記録 1979年 - 監督
- ラマ教の高地にて－インド・ラダッタの旅 1979年 - 製作（国岡宣行監督）
- 歩く～アイメイトと共に 1980年 - 監督 
  - 動物愛護映画コンクール内閣総理大臣賞
- 沙の村－インド・タール沙漠の詩 1981年 - 製作（国岡宣行監督）
- 太古の響き－ルドゥラヴィーナ 1981年 - 製作（国岡宣行監督）
- 教育の根底にあるもの 1984年 - 製作（忽川修監督、林竹二の講演記録）
- 田中正造最後の戦い 1984年 - 製作（忽川修監督、林竹二の講演記録）
- アイメイト日記 盲導犬と暮らす人々を訪ねて 1984年 - 監督
- 鳥山先生と子供たちの1ヵ月 1985年 - 製作（四宮鉄男監督、鳥山敏子出演）
- 大日向村の46年 満州移民・その後の人々 1986年 - 製作（山本常夫監督）
- SAWADA 青森からベトナムへ ピュリッツァー賞カメラマン沢田教一の生と死 1997年 - 製作（五十嵐匠監督）
- 自然農 川口由一の世界 1995年の記録 1997年 - 監督 
  - キネマ旬報'97年度文化映画ベストテン第8位
- 地球のBOOO! 天然ガス・暮らしをささえるエネルギー 1999年 - プロデューサー (占部銀四郎監督)
- センス・オブ・ワンダー レイチェル・カーソンの贈りもの 2001年 - 監督
- ヒバクシャ 世界の終わりに 2003年 - 製作 （鎌仲ひとみ監督）
  - 第9回平和・協同ジャーナリスト基金賞グランプリ、第12回地球環境映像際アースビジョン大賞、第28回日本カトリック映画賞、2003年度映画鑑賞団体全国連絡会議特別賞、第1回文化庁映画賞文化記録映画優秀賞
- ひめゆり2006年 - 製作 （柴田昌平監督） 
  - 第50回JCJ特別賞／第5回文化庁映画賞〈文化記録映画部門〉大賞受賞／2007年キネマ旬報ベストテン〈文化映画部門〉第1位／日本映画ペンクラブ・ベストファイブ〈文化映画部門〉第1位／高崎映画祭特別賞／全国映画鑑賞連合会 監督賞／日本映画復興会議 奨励賞／SIGNIS JAPAN カトリック映画賞
- 朱霊たち 2006年 - 製作 （岩名雅記監督）
- 六ヶ所村ラプソディー 2006年 - 製作 （鎌仲ひとみ監督）
- 遥かなる記録者への道 姫田忠義と映像民俗学 2007年 - 製作
- オオカミの護符 2008年 - 製作（由井英監督）
- 小梅姐さん 2008年 - 製作（山本眸古監督）
- ミツバチの羽音と地球の回転 2010年 - 製作 （鎌仲ひとみ監督）
- 森聞き 2010年 - 製作 （柴田昌平監督）
  - フィンランド・オウル国際青少年映画祭正式招待／日本映画ペンクラブ・ベストファイブ〈文化映画部門〉第3位／2010年キネマ旬報ベストテン〈文化映画部門〉第7位／児童文化福祉賞〈厚生大臣賞〉
- 小さき声のカノン 2015年 - 製作（鎌仲ひとみ監督）